# Королівське товариство Квінсленду
Королівське товариство Квінсленду (англ. Royal Society of Queensland) — австралійська наукова установа. Товариство було створено в Квінсленді у 1884 році на базі Квінслендського філософського товариства, найстарішої наукової установи Квінсленду, під королівським патронатом, наданим у 1885 році.
Метою товариства є «розвиток науки в Квінсленді». Товариство є позапартійним, світським, освітнім товариством, а не лобістською групою активістів і не веде кампанії з проблем навколишнього середовища чи планування.
Членство відкрите для будь-якої особи, зацікавленої в розвитку науки в Квінсленді. Попри те, що членами є низка видатних і поважних вчених і громадських інтелектуалів, товариство не є ані елітарним, ані ексклюзивним.
У 2018 році товариство заснувало Наукову мережу Квінсленду як некорпоративну співпрацю між більш ніж 20 орієнтованими на Квінсленд науковими та натуралістичними організаціями.
Записи товариства, включно з оцифрованими журналами протоколів, зберігаються в Державній бібліотеці Квінсленду.

## Президенти
| 1883-84   | Чарльз Авґустус Ґреґорі         | дослідник, чиновник     |  |
| 1884-85   | Джозеф Банкрофт                 | хірург, паразитолог     |  |
| 1885-86   | Льюїс Адольфус Бернайс          | суспільний діяч         |  |
| 1886-87   | Альберт Нортон                  | політик, пастор         |  |
| 1887-88   | Чарльз Авґустус Ґреґорі         | дослідник, чиновник     |  |
| 1888-89   | Чарльз Волтер Де Віс            | біолог                  |  |
| 1889-90   | Вільям Савіль-Кент              | морський біолог         |  |
| 1890-91   | Фредерік Менсон Бейлі           | ботанік                 |  |
| 1891      | Вільям Генрі Міскін             | правник, лепідоптеролог |  |
| 1891-92   | Альберт Нортон                  | політик, пастор         |  |
| 1892-93   | Джон Ширлі                      | освітянин               |  |
| 1894      | Роберт Логан Джек               | геолог                  |  |
| 1895      | Волтер Тейлор                   | конструктор             |  |
| 1896      | Джозеф Лотерер                  | біолог, етнограф        |  |
| 1897      | Чарльз Джозеф Пунд              | бактеріолог             |  |
| 1898      | Сідні Барбер Йосія Скерчлі      | геолог, натураліст      |  |
| 1899      | Джозеф Вільям Саттон            | інженер                 |  |
| 1900      | Джон Томпсон                    | військовий хірург       |  |
| 1901      | Вільям Джеймс Байрем            | правник, поет           |  |
| 1902      | Джон Томпсон                    | військовий хірург       |  |
| 1903      | Вілтон Вуд Рассел Лав           | хірургt                 |  |
| 1904      | Джон Кемерон                    |                         |  |
| 1905      | Джон Браунлі Гендерсон          | аналітик,               |  |
| 1906      | невідомо                        | невідомо                |  |
| 1907      | Альфред Джефферіс Тернер        | педіатр, ентомолог      |  |
| 1908      | Йоганнес Крістіан Брюнніх       | хімік                   |  |
| 1909      | Джон Фредерік Бейлі             | ботанік                 |  |
| 1910      | Вільям Роберт Колледж           | хімік                   |  |
| 1911      | Джон Браунлі Гендерсон          | аналітик                |  |
| 1912      | Персі Леонард Вестон            | інженер                 |  |
| 1913      | Генрі Каселлі Річардс           | геолог                  |  |
| 1914      | Джон Ширлі                      |                         |  |
| 1915      | Томас Гарві Джонстон            | біолог, паразитолог     |  |
| 1916      | Рональд Гемлін-Гарріс           | ентомолог               |  |
| 1917      | Елліотт Генрі Гарні             | агроном                 |  |
| 1918      | Артур Баш Валком                | палеоботанік            |  |
| 1919      | Альберт Гебер Лонгман           | натураліст              |  |
| 1920      | F.B. Smith                      |                         |  |
| 1921      | Сиріл Тенісон Вайт              | ботанік                 |  |
| 1922      | Генрі Джеймс Прістлі            | математик               |  |
| 1923      | unknown                         | unknown                 |  |
| 1924      | Едвард Освальд Маркс            | геолог                  |  |
| 1924-25   | Волтер Гейвуд Браян             | геолог                  |  |
| 1925-26   | Роджер Гокен                    | інженер                 |  |
| 1926-27   | Джеймс Вінсент Дахіг            | патолог, бактеріолог    |  |
| 1927-28   | Ернест Джеймс Годдард           | біолог, зоолог          |  |
| 1928-1929 | Томас Парнелл                   | фізик                   |  |
| 1929-30   | J. P. Lowson                    | психолог                |  |
| 1930-31   | J.B. Henderson                  | unknown                 |  |
| 1931-32   | Десмонд Герберт                 | ботанік                 |  |
| 1932-33   | Томас Гілберт Генрі Джонс       | хімік                   |  |
| 1933-34   | Рафаель Сіленто                 | медик                   |  |
| 1934-35   | Джон Джуст                      | інженер                 |  |
| 1935-36   | Роберт Вайч                     |                         |  |
| 1936-37   | Джек Кіт Мюррей                 | агронауки               |  |
| 1937-38   | L.S. Bagster                    | біохімік                |  |
| 1938-39   | Генрі Казеллі Річардс           | геолог                  |  |
| 1939-40   | Альберт Гебер Лонгман           | натураліст              |  |
| 1940-41   | Фредерік Вільям Вайтгаус        | геолог                  |  |
| 1941      | Герберт Роберт Седдон           | ветеринар               |  |
| 1942      | D.K.H. Lee                      | медик                   |  |
| 1943      | Джон Босток                     | медик                   |  |
| 1944      | Атол Перкінс                    | ентомолог               |  |
| 1945      | Герберт Джон Вілкінсон          | анатом                  |  |
| 1946      | Овен Артур Джонс                | геолог                  |  |
| 1947      | E.M. Shephard                   |                         |  |
| 1948      | Г'ю Вебстер                     | фізик                   |  |
| 1949      | Дороті Гілл                     | геолог, палеонтолог     |  |
| 1950      | M.F. Hickey                     | медик                   |  |
| 1951      | Герберт Джон Гайнс              | біохімік                |  |
| 1952      | Аєн Мюррей Маккеррас            | зоолог                  |  |
| 1953      | Стенлі Тетчер Блейк             | ботанік                 |  |
| 1954      | Мансердж Шоу                    | інженер                 |  |
| 1955      | A.L. Reimann                    | фізик                   |  |
| 1956      | Альфред Рой Брімблкомб          | ентомолог               |  |
| 1957      | Джордж Мак                      | орнітолог               |  |
| 1958      | Елізабет Неста Маркс            | ентомолог               |  |
| 1959      | T.K. Ewer                       | Animal Health           |  |
| 1960      | Алан Нокс Денмід                | геолог                  |  |
| 1961      | Селвін Еверіст                  |                         |  |
| 1962      | Джон О'Хаган                    | біохімік                |  |
| 1963      | Джек Танстелл Вудс              | геолог                  |  |
| 1964      | Отт Егеде Будц-Олсен            | фізіолог                |  |
| 1965      | Клайв Селвін Девіс              | математик               |  |
| 1966      | Джн Едвард Колдрейк             | геолог, еколог          |  |
| 1967      | Річард Гарольд Грінвуд          | географ                 |  |
| 1968      | E.J. Britten                    | професор                |  |
| 1969      | J. Francis                      | професор                |  |
| 1970      | Алан Бартоломей                 | геолог, палеонтолог     |  |
| 1971      | Джим Томпсон                    | морські науки           |  |
| 1972      | Ліндерт Маннетдже               | ботанік                 |  |
| 1973      | Грем Вільям Сондерс             | ентомолог               |  |
| 1974      | H.M.D. Hoyte                    | паразитолог             |  |
| 1975      | G. Molyneux                     | професор                |  |
| 1976      | Майкл Макларен Брайден          | ветеринар               |  |
| 1977      | Г'ю Джон Ловері                 | еколог                  |  |
| 1978-79   | Кальвін Ваятт Роуз              | еколог                  |  |
| 1979-80   | Брюс Рігсбі                     | антрополог              |  |
| 1980-81   | R.G. Everson                    |                         |  |
| 1981-82   | Роберт Джонсон                  | ботанік                 |  |
| 1982-83   | A. Bailey                       | біолог                  |  |
| 1983-84   | Невіл Сесіл Стівенс             | геолог                  |  |
| 1984-85   | R.J. Coleman                    |                         |  |
| 1985-86   | Пол Сатлер                      | еколог                  |  |
| 1986-87   | A.W. Coulter                    |                         |  |
| 1988      | Пітер Александер Джелл          | геолог                  |  |
| 1989      | Росс Гайнс                      | еколог                  |  |
| 1990-1991 | M.G. Le Grand                   |                         |  |
| 1992      | E.D. McKenzie                   |                         |  |
| 1993      | C.G. Smith                      | хімік                   |  |
| 1994      | Роберт Джонсон                  | ботанік                 |  |
| 1995      | Жанетт Аделаїда Ковасевич       | герпетолог              |  |
| 1995-97   | Джон Джелл                      | геолог                  |  |
| 1998-99   | Девід Долі                      | ботанік                 |  |
| 2000-01   | Джулія Плейфорд                 | генетик                 |  |
| 2002      | Пітер Грешофф / Джулія Плейфорд | генетики                |  |
| 2003      | Джулія Плейфорд                 | генетик                 |  |
| 2004-12   | Крейг Волтон                    | публічний діяч          |  |
| 2013-19   | Джеффрі Едвардс                 | еколог                  |  |
| 2020–22   | Росс Гайнс                      | еколог                  |  |
| 2022–     | нельсон Квінн                   | юрист                   |  |